# Był sobie człowiek
Był sobie człowiek (fr. Il Etait Une Fois… L’Homme, ang. Once Upon a Time... Man; 1978) – pierwszy francuski serial animowany z cyklu Było sobie…, wyprodukowany w 1978 roku dla France 3. Opowiada dzieje rodzaju ludzkiego od jego początków do wizji przyszłości po XX wieku. Nadawany w 26 odcinkach po około 25 minut. Jego autorem jest Albert Barillé. Motywem muzycznym otwierającym i zamykającym każdy odcinek cyklu jest fragment Toccaty i fugi d-moll Johanna Sebastiana Bacha.
W Polsce po raz pierwszy wyemitowany w 1980 roku przez TVP1 w ramach bloku Telewizja Dziewcząt i Chłopców. W pierwotnym zamyśle, animacja do Był sobie człowiek miała być produkowana w Polsce, jednak cena była zbyt wysoka.

## Spis odcinków
| Nr | Polski tytuł                                        | Francuski tytuł                |
| -- | --------------------------------------------------- | ------------------------------ |
| 01 | Była sobie Ziemia                                   | Et la Terre fût...             |
| 02 | Neandertalczyk                                      | L’homme du Néandertal          |
| 03 | Człowiek z Cro-Magnon                               | Le Cro-Magnon                  |
| 04 | Żyzne doliny                                        | Les vallées fertiles           |
| 05 | Pierwsze imperia                                    | Les premiers empires           |
| 06 | Czasy Peryklesa                                     | Le siècle de Périclès          |
| 07 | Cesarstwo Rzymskie                                  | Pax Romana                     |
| 08 | Podboje islamu                                      | Les conquêtes de l’Islam       |
| 09 | Karolingowie                                        | Les Carolingiens               |
| 10 | Epoka wikingów                                      | L'âge des Vikings              |
| 11 | Budowniczowie katedr                                | Les bâtisseurs de cathédrales  |
| 12 | Podróże Marco Polo                                  | Les voyages de Marco Polo      |
| 13 | Wojna stuletnia                                     | La guerre de Cent Ans          |
| 14 | Włoskie odrodzenie                                  | Le quattrocento                |
| 15 | Hiszpański złoty wiek                               | Le siècle d’or espagnol        |
| 16 | Epoka elżbietańska                                  | L’Angleterre d’Élisabeth       |
| 17 | Zjednoczone prowincje                               | L'âge d’or des provinces unies |
| 18 | Wiek Ludwika XIV                                    | Le grand siècle de Louis XIV   |
| 19 | Piotr Wielki                                        | Pierre le Grand et son époque  |
| 20 | Epoka oświecenia                                    | Le siècle des Lumières         |
| 21 | Ameryka                                             | L’Amérique                     |
| 22 | Rewolucja francuska                                 | La révolution française        |
| 23 | Wiosna Ludów                                        | Le printemps des peuples       |
| 24 | Och, piękna epoka                                   | Ah, la belle époque            |
| 25 | Lata szaleństwa                                     | Les années folles              |
| 26 | Była sobie... Ziemia. Dokąd prowadzi nas przyszłość | Il était une fois... la Terre  |